# Перекопное
Перекопное — село в Ершовском районе Саратовской области, в составе сельского поселения Перекопновское муниципальное образование.
Село расположено на реке Малый Узень, примерно в 22 км к юго-западу от города Ершов и в 145 км к востоку от Саратова.

## История
Село было основано в XVIII веке крестьянами из Тамбовской и Курской губернии. Своё название оно получило от того, что жители села копали рвы, чтобы защитится от кочевников, нападавших на село. Прежнее его название было Новотроицкое.
В Списке населённых мест Самарской губернии по сведениям за 1889 год указано, что в селе проживали русские, малороссы и мордва, всего 3931 человек
Согласно Списку населённых мест Самарской губернии 1910 года село относилось к Новотроицкой волости, здесь проживало 3408 мужчина и 3520 женщин, село населяли бывшие государственные крестьяне, преимущественно русские, православные, в селе имелись 2 церкви, министерское двухклассное училище, частная прогимназия, земская лечебница, библиотека, почтовое отделение, 2 паровые и 10 ветряных мельниц, волостное правление, земский станционный пункт, проводились 2 ярмарки, по воскресеньям — базары, работали врач, фельдшер, акушерка, оспопрививатель.
В 1919 году в составе Новоузенского уезда село включено в состав Саратовской губернии.

## География
В селе имеются два подвесных моста через Малый Узень в довольно ветхом состоянии. Ниже по течению реки имеется автомобильный мост.

## Население
Динамика численности населения по годам:
| 1859 | 1889 | 1897 | 1910 |
| ---- | ---- | ---- | ---- |
| 2479 | 3931 | 5361 | 6928 |

| 2002 | 2010 |
| ---- | ---- |
| 1228 | ↘931 |

## Инфраструктура
В селе есть два магазина, школа, Дом Культуры, сельская больница, почта и детский сад.
Также в селе есть пункт выдачи Ozon

## Известные уроженцы
Киреев, Виктор Иванович — Герой Советского Союза